# Armata Voluntarilor

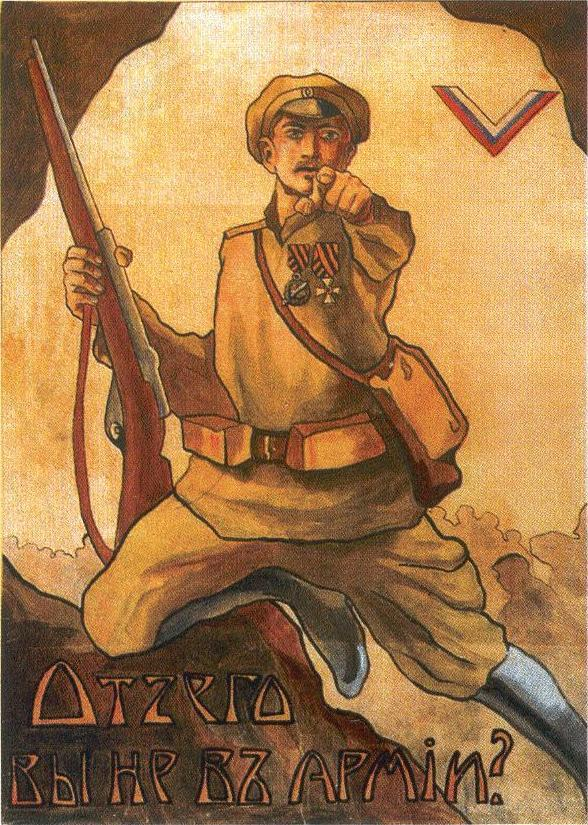
"Tu de ce nu eşti în armată?" Afiş propagandistic folosit pentru recrutarea tinerilor în Armata Voluntarilor în timpul războiului civil rus.

Armata Voluntarilor (în limba rusă: Добровольческая армия) a fost o armata contrarevoluționară din Rusia sudică în timpul războiului civil din  1918-1920.
Armata Voluntarilor a început să se formeze în noiembrie-decembrie 1917 în Novocerkassk sub conducerea generalilor Mihail Alexeev  și Lavr Kornilov. La început, această armată era formată din ofițeri voluntari, cadeți, studenți și cazaci. Pe 27 decembrie 1917 a fost anunțată în mod oficial formarea Armatei Voluntarilor. Alexeev a fost numit conducătorul ei suprem, Kornilov – comandant, Alexandr Lukomski – șeful statului major, Anton Denikin – comandantul primei divizii, iar Serghei Markov – comandantul regimentului de ofițeri. Ei au creat așa numitul Consiliu Special al Cartierului General, în care erau invitați să participe și politicieni importanți precum Peter Struve, Pavel Miliukov, Mihail Rodzianko, Serghei Sazonov și Boris Savinkov.
La începutul lunii ianuarie 1918, Armata Voluntarilor număra aproximativ 4.000 de oameni și era angajată, împreună cu armata cazacilor lui Alexei Kaledin,  în lupte împotriva Armatei Roșii. La sfârșitul lunii februarie, Armata Voluntarilor a trebuit să se retragă din Rostov pe Don în fața atacului Armatei Roșii, îndreptându-se către Kuban, unde trebuiau să se unească cu formațiunile cazacilor din zonă. Până în cele din urmă, majoritatea  cazacilor din Kuban nu s-a aliat cu voluntarii. Numai aproximativ 3.000 de oameni sub comanda generalului Victor Pokrovski s-au alăturat Armatei Voluntarilor pe 26 martie 1918. 
Încercarea Armatei Voluntarilor de cucerire a Ecaterinodarului din 9 – 13 aprilie a fost un eșec de proporții, în timpul luptelor generalul Kornilov pierzându-și viața. Comanda supremă a fost preluată de generalul Denikin, trupele sale retregându-se în stanițele îndepărtate de pe malul răsăritean al râului Don. În luna iunie a anului 1918, colonelul Hihail Drozdovski și cei 3.000 de oameni ai s-au alăturat Armatei Voluntarilor. Pe 23 iunie, cei 8-9.000 de oameni ai Armatei Voluntarilor au început a doua campanie din Kuban, cu ajutorul lui Piotr Krasnov. Până în septembrie, efectivele armatei crescuseră la 30 – 35.000 de oameni mulțumită mobilizării cazacilor din Kuban  și a "elementelor contrarevoluționare" din Caucazul de Nord. Armata și-a schimbat numele în "Armata Voluntarilor din Caucaz". 
În toamna anului 1918, guvernele Angliei, Franței și Statelor Unite și-au înmulțit ajutoarele materiale și logistice pentru armatele contrarevoluționare. Cu sprijinul Antantei, forțele albilor din întreg sudul Rusiei s-au unit în Forțele armate ale Rusiei sudice (Вооружённые силы Юга России) sub comanda unică a lui Denikin. La sfârșitul anului  1918 și începutul lui 1919, Denikin a reușit să înfrângă Armata Sovietică a 11-a și a cucerit între nordul Caucazului. În ianuarie, forțele lui Denikin au fost împărtite în "Armata Voluntarilor" și "Armata Caucazului", care avea să se unească mai târziu cu "Armata Donului", creată din rămășițele cazacilor lui Krasnov. După cucerirea Donbasului, Țariținului și Harkovului în iunie 1919, Denikin a început înaintarea către Moscova pe 3 iulie  (stil nou)/20 iunie  (stil vechi). Planul prevedea ca lovitura principală să fie dată de forțele aflate sub comanda generalului Vladimir Mai-Maevski. Armata Roșie a reușit să respingă atacul albilor în bătălia de la Orel. 
"Albii" au fost acuzați de "roșii" de făptuirea a numeroase atrocități în teritoriile cucerite, de obicei împotriva muncitorilor, această perioadă fiind cunoscută în istoriografia sovietică cu numele "denikinscina". Deși unele dintre unitățile Armatei Voluntarilor erau bine antrenate și aveau un moral ridicat datorită numeroșilor ofițeri de carieră și a cazacilor încadrați în rândurile lor, eficiența Armatei ca întreg a scăzut în continuu datorită pierderilor suferite în lupte, compensate prin recrutarea țăranilor sau chiar a soldaților Armatei Roșii aflați în prizonierat. În timpul contraofensivei Armatei Roșii începută în octombrie 1919, Armata Voluntarilor a suferit o serie de înfrângeri, fiind împinsă constant către sud. La începutul anului 1920, armata fusese redusă la numai aproximativ 5.000 de oameni, sub comanda generalului Alexandr Kutepov. 
Pe 26 și 27 martie 1920, rămășițele Armatei Voluntarilor au fost evacuate din Novorossisk în Crimeea, unde s-au unit cu unitățile lui Piotr Wrangel.